# Zygomyia matilei
Zygomyia matilei är en tvåvingeart som beskrevs av Caspers 1980. Zygomyia matilei ingår i släktet Zygomyia och familjen svampmyggor. Inga underarter finns listade i Catalogue of Life.